# Legionowo
Pour les articles homonymes, voir Legionowo (homonymie).
Legionowo (prononciation : [lɛɡʲɔˈnɔvɔ]) est une ville polonaise de la voïvodie de Mazovie dans le centre de la Pologne.
Avec environ 54 028 habitants en 2012, elle est la deuxième plus grande ville de la banlieue de Varsovie.
Elle est située à environ 23 km au nord-est de Varsovie, capitale de la Pologne
Elle est une gmina urbaine (gmina miejska) et est le siège administratif (chef-lieu) du powiat de Legionowo.

## Histoire

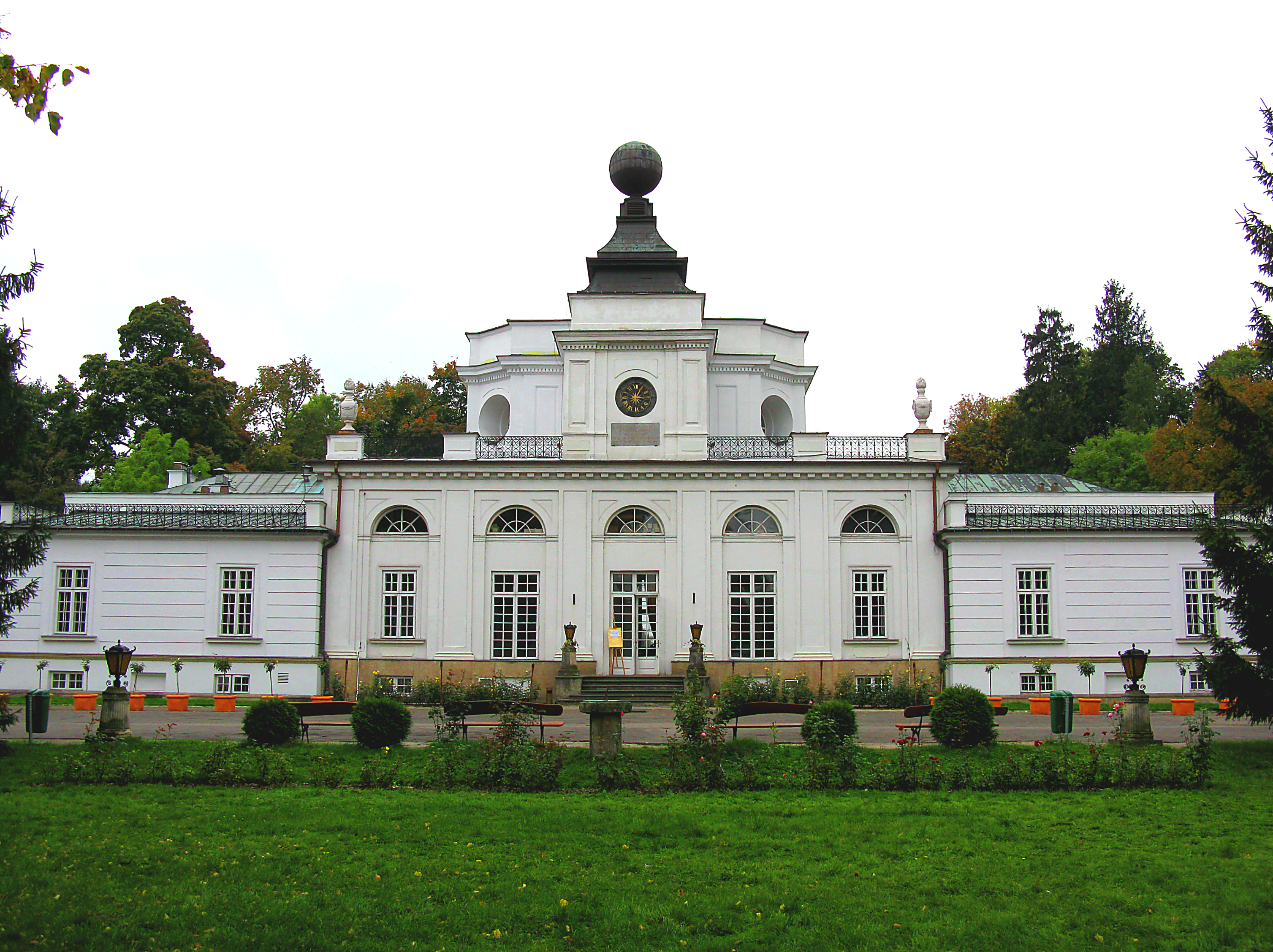
Le palais de Jabłonna, situé à proximité de Legionowo

L'histoire de Legionowo remonte à la fin du XIXe siècle. À l'époque, la Mazovie, tout comme une grande partie de la Pologne actuelle, fait partie intégrante de la Russie. En 1877, la gare de Jabłonna Nowa (littéralement "Jabłonna Nouvelle") est construite près du village voisin de Jabłonna, où Michał Poniatowski, le frère du dernier roi de Pologne Stanislas II a fait édifier son palais un siècle plus tôt.
Dès 1892, une caserne est construite à proximité de cette gare pour y cantonner une garnison de l'armée russe chargée de renforcer les défenses de la ville de Varsovie, mais ce n'est qu'en 1912 que le village de Jabłonna Nowa apparaît sur les cartes. Au lendemain de la Première Guerre mondiale, les autorités de la nouvelle Pologne indépendante rebaptisent le lieu Legionowo en l'honneur des Légions polonaises (Legiony Polskie) qui ont pris part aux combats.
Durant la guerre russo-polonaise de 1920, le général Lucjan Zeligowski et ses troupes, qui occupent alors la caserne, prennent une part décisive dans la bataille de Varsovie contre l'Armée rouge. Au cours de cette même année est fondé à Legionowo l'Institut d'Aérologie. Deux ans plus tard, on y fabrique dans l'usine Aviotex des parachutes, des tentes et autre matériel de camping (par exemple des sacs de couchage).

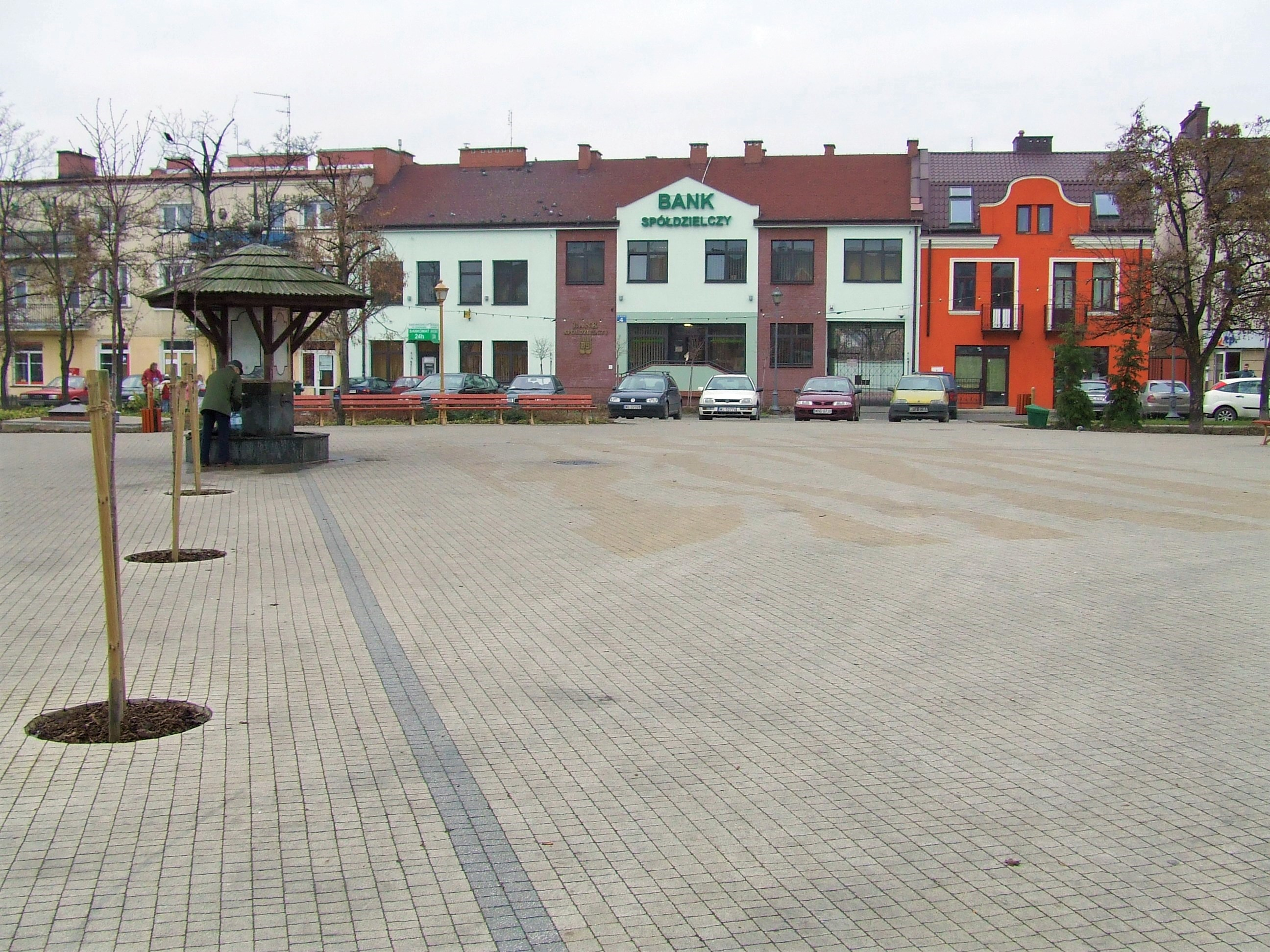
Legionowo, place du marché

Entre les deux guerres, le chemin de fer relie Legionowo à la capitale et devient un lieu de villégiature pour les habitants de Varsovie : à cette époque, l'endroit demeure une zone boisée et préservée de toute pollution. En 1930, Legionowo devient une commune indépendante.
Au cours de la Seconde Guerre mondiale, un camp de prisonniers pour sous-officiers et soldats polonais et un ghetto sont créés par les Allemands dans la ville, qui verra se dérouler d'intenses combats en août 1944 au moment de l'Insurrection de Varsovie.
En 1950, la ligne de chemin de fer est modernisée : elle est élargie et électrifiée. Dans les années 1960, les premiers blocs d'habitation à 4 étages sont construits, auxquels s'ajoutent trois grands groupes de blocs d'appartements (à 4 et 11 étages) dans les années 1970 et 1980. Des usines viennent compléter l'ensemble, changeant radicalement l'aspect de la ville.
De 1975 à 1998, la ville appartenait administrativement à la voïvodie de Varsovie.

## Sport
Le LTS Legionovia est un club féminin de volley-ball.

## Le marché du travail à Legionowo
À Legionowo – selon les données de l'Office central des statistiques – fonctionnent 7 897 entités de l'économie nationale (statut REGON au 30 novembre 2020). Il s’agit de deux grandes entreprises – une privée et une budgétaire – employant entre 250 et 999 personnes, ainsi que de 33 entités de taille moyenne dont les effectifs varient de 20 à 249 salariés. Il existe également 149 petites entités opérant dans la ville, générant de 10 à 49 emplois, et 7 713 micro-entités, c'est-à-dire des travailleurs indépendants et des entités employant jusqu'à 9 personnes.
Quelles industries sont les plus développées ? La majorité des entités de Legionowo – 1 886 – sont actives dans le commerce, la réparation de véhicules et la construction (1 011). 874 entités exercent des activités professionnelles, scientifiques et techniques, 593 sont engagées dans la transformation industrielle. Il existe de nombreuses entreprises de transport, des entités fournissant des services de santé et d’assistance sociale, ainsi que des services d’information et de communication.
Le chômage dans le district de Legionowo reste à un niveau plus élevé que les niveaux national et provincial. Selon les données de l'Office central des statistiques, en novembre 2020, l'indicateur calculé pour le district était de 8,2%, pour la voïvodie. Mazowieckie – 5,1% et pour la Pologne – 6,1%. En novembre 2020, 2,8 mille personnes étaient inscrites au registre du bureau de l'emploi opérant à Legionowo. personnes.
PUP Legionowo :
Adresse : ul. Sikorskiego 11; 05-119 Legionowo
Courriel : wale@praca.gov.pl
Téléphone : (22) 774 25 16, 774 27 73

## Relations internationales

### Jumelage
La ville de Legionowo est jumelée avec:
- Ukraine - Kovel
- Bulgarie - Sevlievo
- Russie - Rzhev
- Chine - Jiujiang